# ドレゲネ
ドレゲネ（モンゴル語:ᠲᠦᠷᠭᠡᠨ᠎ᠡ、転写: Töregene、? - 1246年）は、モンゴル帝国の第2代皇帝（カアン）オゴデイの第6夫人で、第3代皇帝グユクの生母。漢字表記では脱列哥那、禿納吉納。ペルシア語表記ではトゥラキナ・ハトゥン（ペルシア語: توراكنه خاتون 、転写: Tūrākina khātūn）などと綴られる。諡号は昭慈皇后。史料によっては、トレゲネと書かれることもある。

## 概要
ラシードゥッディーンの『集史』の記述によれば、ナイマン部の出身で、最初はチンギス・カンの第2皇后となったクラン・ハトゥンの父でウハズ・メルキト（Uvas Mergid）部族長のダイル・ウスン（Dair Usun）の妃であったが、チンギス・カンのメルキト討伐によって捕らえられ、オゴデイの夫人となった。夫のオゴデイは自分の後継者を指名することなく、1241年12月に過度の酒色がたたって死去する。オゴデイは生前、三男でコンギラト部族の出身であった第1皇后ボラクチン・ハトゥンとの子であるクチュを後継者に指名していたが、1236年11月にクチュが南宋遠征中、徳安府の戦線で陣没したため、クチュの長男のシレムンを改めて後継者に推していた。あるいはトルイ家の当主で甥にあたるモンケの後継を考えていたらしく、少なくともグユクを後継者にしようとは考えていなかったらしい。
しかしドレゲネはオゴデイの死後、自分の息子のグユクをカアンにしようと狂奔する。オゴデイの死に前後して筆頭皇后ボラクチン・ハトゥンをはじめ主だった皇后が相次いで没し、またオゴデイの皇后としては最年長であったため、本来長男のグユクの母であること以上にはあまり権力を持っていなかった第6皇后ドレゲネが、突如としてカアン没後のモンゴル帝国において摂政・監国としてこれを総攬することとなった。ややもするとその施政において拙策の謗りを免れぬドレゲネだが、これは彼女自身トルイ家やジョチ家はもちろんのこと、オゴデイ家内部でも後援する勢力が絶無に近かったためだと思われる。
オゴデイが没した直後に、チンギス・カンの末弟であるテムゲ・オッチギンがカラコルムに上京して帝位を狙う構えを見せたが、ドレゲネはこれを叛乱に当たると非難して牽制した。ほどなくグユクが西方からオゴデイ家の封土があったイミル湖畔に到着したとの知らせが有り、テムゲ・オッチギンはオゴデイの弔問に訪れたのだと弁明したため、ドレゲネは他勢力によるカラコルム制圧を回避した。
ドレゲネはまず、側近のファーティマ・ハトゥンの助言を受けて夫に重用されていた功臣の耶律楚材やチンカイ、ヤラワチらを政治の場から遠ざけて、オゴデイの治世晩年に中国地域の歳入監査で頭角を表したイスラム商人出身のアブドゥッラフマーンを重用し、帝国の財政運営を彼に委ねた。自身の政策を覆すようなアブドゥッラフマーンの登用に対し、耶律楚材は批判の言葉を残している。そして自身は監国となり、帝国の実権を掌握した。さらにオゴデイによって後継者に指名されていたはずのシレムンを、成人に達していないという理由で後継候補から除外させ、オゴデイ家の年長者であるという理由で自らの実子であるグユクを後継者に推した。
西方の遠征諸軍を率いていたバトゥは、これに反対してドレゲネのクリルタイ召集に応じず、以後約5年間モンゴル帝国はカアン位が空位のまま、ドレゲネの監国時代が続いた。
しかし、結局1246年6月にクリルタイが招集され、ドレゲネの政治工作によって東方諸王家の統括者テムゲ・オッチギンとその一族、トルイ家からはソルコクタニ・ベキとその息子たち、チャガタイ家からは第2代当主となったカラ・フレグ、イェス・モンケ、ブリ、バイダルらモンゴル王族の大部分を参加させることに成功した。さらにマー・ワラー・アンナフル総督のマスウード・ベク、イラン・ホラーサーン総督アルグン・アカとそれに随行したルーム・セルジューク朝のクルチ・アルスラーン4世、ウラジーミル大公国のヤロスラフ2世、グルジア王国のダヴィド兄弟、その他アッバース朝、アラムートのニザール派などの使節が参加したため、帝国規模のクリルタイが実現できた。バトゥも自ら参加することはなかったが、異母兄のオルダをはじめシバン、ベルケ、トカ・テムル（Tukhtemur）らを派遣している。
このようにしてドレゲネは当初の目的通り、1246年8月、子のグユクをカアンに即けることに成功したのである。そして、2カ月後の10月に没した。
ドレゲネの政治工作による強行的なグユク擁立は、特に東欧遠征中に反目を起こしていたバトゥやモンケなど、多くの人物から不満があがり、その後のモンゴル帝国分裂の一因になった。1248年4月、グユクも遠征途上で急死した。